# 较场口事件
较场口集会，又名较场口惨案，指1946年2月10日在重庆较场口举行的“陪都各界庆祝政治协商会议成功大会”的暴力流血事件。

## 背景
1945年10月10日，中国共产党和中國國民黨经过会谈，签定了《双十协定》，其中规定要召开各团体参加的政治协商会议。1946年1月10日至31日，政治协商会议正式召开。其间，重庆各界组成了“政治协商会议陪都各界协进会”，从1月12日到27日召开了8次各界民众大会，有3,000多人参加。
1946年2月10日，政治协商会议陪都各界协进会召开「陪都各界慶祝政治協商會議成功大會」。與會的團體有：「新華日報」、「全國郵務總工會」、「中國農業協進會」、「中國經濟建設協會」、「中國勞動協會」、「陪都青年聯誼會」等；主席團為：周恩來、郭沫若、沈鈞儒、羅隆基、馬寅初、李公樸等。

## 经过

### 中国共产党描述的经过
从1月16日起，中国国民党重庆市党部派出特务跟踪威胁参加集会的代表。
2月2日，由协进会发起，定于2月10日上午9时，在重庆较场口广场举行庆祝政协成功大会，并推选郭沫若、马寅初、李公朴、施复亮、章乃器等20余人组成大会主席团，李德全（国民党将领冯玉祥夫人）为总主席，李公朴作总指挥。国民党则密谋破坏。
2月10日上午，中国国民党另外组织了一个所谓的“主席团”，其成员有吴人初（重庆市教育会理事长）、谭泽森（重庆市工会理事长）、刘野樵（重庆市农会常务理事）、周德侯（重庆市商会理事）、庞仪山（中国国民党重庆市党部宣传科长）等，早早抢占了主席台，会场两侧布满了特务打手，并有雇佣而来冒充各会会员的“八百壮汉”提前入场。周德侯叫嚷：“我们选占中国人口80%的农会代表刘野樵担任总主席！”并悍然宣布开会。李公朴、施复亮上前阻拦遭到殴打。郭沫若、陶行知、章乃器和新闻记者及劳协会员等六十余人也被打伤。当中国共产党代表周恩来、王若飞等和冯玉祥赶到会场时，特务们才四散离去。

### 中國國民黨描述的经过
2月10日上午，重庆各界在较场口庆祝政协会议圆满成功。开会前，原筹备委员会推李德全为大会总主席。開會時，部分人員不遵開會程序，逕擁李公樸登台任大會主席，群情大嘩，時醫師公會全國聯合會秘書長覃勤在台下高呼：“請按集會程序進行”，約集各團體代表數十名，推舉重慶市農會代表刘野樵为大會主席。刘氏上台报告，筹委会成员李公朴不满，上前推搡，夺去扩音器。随后台上发生斗殴，台下大乱，筹委会之李公朴、郭沫若、施复亮等人被群眾毆傷。

## 事件处理和影响
第二天，重庆市农会常务理事刘野樵向重庆地方法院控告李公朴、章乃器、朱学范、陶行知、施复亮等五人公然扰乱集会并伤害他人身体。经过法庭辩论，因为李公朴等人明显受伤，案件只好无果而终。
当晚，中國民主同盟召集会议，推周恩来、張君勱等人赴蒋中正处陈情，然蒋已赴上海。故前往国民党秘书长吴铁城处，要求彻底追查事件真相。这一事件是国共两党关系恶化表面化之开始。

## 后续事件
- 李公樸于1946年7月11日在昆明大兴街学院坡遭暗杀。

## 纪念
- 较场口事件纪念碑─位于重庆较场口